# Kaylah Zander
Kaylah Zander (Vancouver, 16 marzo 1988) è un'attrice canadese.

## Biografia
Nata in Canada da madre canadese e padre cileno. Dopo essersi laureata in antropologia presso l'Università della Columbia Britannica, ha affinato le proprie doti attoriali presso la Neighborhood Playhouse School of the Theatre e il Fitzmaurice Institute a New York.
Ha esordito come attrice nel 2017 nel cortometraggio Oranges and Browns. Nel 2022 è entrata nel cast della serie The Recruit.

## Filmografia

### Cinema
- Agente speciale Ruby (Rescued by Ruby), regia di Katt Shea (2022)

### Televisione
- Supergirl – serie TV, episodio 4x05 (2017)
- Thin Walls – serie TV, episodio 1x01 (2018)
- The 100 – serie TV, 2 episodi (2019)
- iZombie – serie TV, 4 episodi (2019)
- Chronicle Mysteries, regia di Terry Ingram – film TV (2019)
- Le terrificanti avventure di Sabrina (Chilling Adventures of Sabrina) – serie TV, 5 episodi (2020)
- Fire Country – serie TV, 3 episodi (2022)
- The Recruit – serie TV, 13 episodi (2022-2025)
- Piccoli Brividi (Goosebumps) – serie TV, episodio 1x06 (2023)
- Reginald the Vampire – serie TV, episodio 2x05 (2024)
- Don't Scream, It's Me!, regia di Wendy Ord – film TV (2024)

### Cortometraggi
- Oranges and Browns, regia di Edward Bull (2017)
- La Catrina, regia di Javier Porragas (2017)
- Colours, regia di Brooklynn Prince (2019)
- Hekademia, regia di Gloria Mercer (2020)
- Smoke Eater, regia di Gloria Mercer (2022)
- Street Car, regia di Patrycja Mila Kamska e Jasmine Bedingfield (2023)

## Doppiatrici italiane
Nelle versioni in italiano delle opere in cui ha recitato, Kaylah Zander è stata doppiata da:
- Irene Trotta in Agente speciale Ruby, Fire Country, Tracker
- Sara Torresan in The 100
- Federica Bomba ne Le terrificanti avventure di Sabrina
- Jessica Bologna in The Recruit
- Federica Russello in Piccoli Brividi